# 大阪市電三宝車庫
大阪市電三宝車庫は、かつて大阪府堺市堺区海山町6丁にあった大阪市電の車庫。

## 概要
戦時体制の下、軌道事業を管轄する監督官庁であった内務省、および運輸通信省、ならびに阪堺電鉄阪堺線が走っていた大阪府道29号大阪臨海線（野田阪神交差点・空道臨海北交差点間）を管理する大阪府からの要請を受けた大阪市が、大阪市会での「阪堺電鉄株式会社の買収に関する議案」の可決を経て、『軌道法第17条』（現在『軌道法第17条』は法改正により条文からは削除されている）を発動し、1944年（昭和19年）3月27日に当時、芦原橋・浜寺間の軌道事業と沿線の宅地開発事業を行っていた阪堺電鉄株式会社を強制的に買収し、阪堺電鉄が行っていた軌道事業のうち、採算性が見込める芦原橋・湊ノ浜間の経営を大阪市電気局（現在の大阪市交通局）に継承させる形で、同年4月1日に大阪市電の期外線として芦原橋・湊ノ浜間を開業させたのと同時に、大阪府堺市海山町（現在の堺市堺区海山町6丁）にあった工場兼車庫を大阪市電の三宝車庫としたものである。
三宝車庫は市岡車庫と同様に、営業路線と並行して両側に入庫線、および出庫線があった。
また、大阪市電の営業所や変電所も置かれていた。（営業所は西加賀屋から、変電所は北加賀屋から移設）
1968年（昭和43年）10月1日、大阪市電阪堺線（通称、三宝線）の廃止に伴い廃止された。跡地の大部分は昭和電工に払い下げられ、その堺工場となっている。